# 間違いない世界
『間違いない世界』（まちがいないせかい）は、DEENの配信限定シングル。 2020年12月18日に配信が開始された。

## 解説
DEENとしては5作品目となる配信限定シングルである。
スマートフォンRPG『アナザーエデン 時空を超える猫』と『テイルズ オブ』シリーズとのコラボレーションコンテンツ、『光陰の尾、四天の星々 ～Tales of Chronographia～』のテーマソングになっている。

## 収録曲
1. 間違いない世界
作詞:池森秀一 / 作曲:山根公路